# Billy Joya
Pour les articles homonymes, voir Amendola.
Billy Fernando Joya Améndola (surnommé Billy Joya), ancien membre de l'escadron de la mort Bataillon 3-16, était conseiller en sécurité du président  Roberto Micheletti, après le coup d'Etat de juin 2009, mais travaillait déjà depuis 2006 pour le gouvernement de l'ex président Manuel Zelaya avec d'autres anciens membres du Bataillon 316.

## Bataillon 3-16
Billy Joya a été l'un parmi au moins 19 membres de l'escadron de la mort Battalion 3-16 formé à l'École militaire des Amériques aux États-Unis,,. Le Bataillon 3-16 a également reçu une formation du Bataillon 601 de l'armée argentine.
Inculpé au Honduras pour des faits présumés de torture et de disparitions forcées commises avec le Bataillon 3-16, il a demandé sans succès le statut de réfugié politique en Espagne. En août 1998, une plainte a été posée contre Joya en Espagne exigeant son arrestation, sous le principe de compétence universelle de la Convention contre la torture. « Joya est rentré au Honduras de sa propre volonté en décembre 1998 après avoir reçu des engagements d'un traitement spécial. Il a été emprisonné mais libéré en août 2000 après qu'un juge ait déclaré qu'il n'y avait pas suffisamment de preuves pour continuer sa détention ».
En 1996, Joya s'est excusé devant ses victimes en leur déclarant : « Je vous demande pardon de ma contribution à cette histoire de douleur et misère que vous avez subie ».

## Rôle dans les gouvernements de Zelaya et Micheletti
Mi-2006, Billy Joya était conseiller en sécurité d'Alvaro Romero, un autre ancien du Bataillon 3-16, lui-même ministre (Secrétaire de la sécurité) sous la présidence de Manuel Zelaya.
Après le coup d'Etat du 28 juin 2009, au cours duquel Zelaya a été arrêté puis expulsé du Honduras par l'armée, Billy Joya est devenu conseiller en sécurité du président de facto Roberto Micheletti. Zelaya a prétendu que le Bataillon 3-16 avait été ressuscité, avec un autre nom, sous la direction de Joya. Selon celui-là, « Sous un autre nom, le [Bataillon 3-16] fonctionne déjà. Les crimes commis sont de la torture afin d'effrayer les gens, et cela est fait sous la direction de M. Joya »,.